# Ponte Nova (kommun)
Ponte Nova är en kommun i Brasilien.   Den ligger i delstaten Minas Gerais, i den sydöstra delen av landet, 700 km sydost om huvudstaden Brasília. Antalet invånare är 57 361.
Följande samhällen finns i Ponte Nova:
- Ponte Nova

Omgivningarna runt Ponte Nova är huvudsakligen savann. Runt Ponte Nova är det ganska tätbefolkat, med 160 invånare per kvadratkilometer.